# Non caderci mai più
Non caderci mai più è un singolo del gruppo musicale italiano Thegiornalisti, pubblicato il 8 maggio 2017 dalla Carosello Records.

## Tracce
Download digitale
1. Non caderci mai più – 3:22

7" – Senza/Non caderci mai più (Italia)
- Lato A

1. Senza – 3:23

- Lato B

1. Non caderci mai più – 3:22